# Caesalpinia nicaraguensis
Caesalpinia nicaraguensis är en ärtväxtart som beskrevs av Gwilym Peter Lewis. Caesalpinia nicaraguensis ingår i släktet Caesalpinia och familjen ärtväxter. Inga underarter finns listade i Catalogue of Life.